# موتیف کالکس-بتا
موتیف کالکس-بتا (انگلیسی: Calx-beta motif) یک دنباله موتیف پروتئینی است که در توالی‌های مجاور همِ دومین‌های سیتوپلاسمی تبادل‌کننده‌های کالکس-سدیم-کلسیم موجود است که کارشان بیرون ریختن کلسیم از سلول است. این دومین تا حدودی با دومین‌هایی که برای تنظیم و اتصال کلسیم به‌کار می‌روند، هم‌پوشانی دارد.
موتیف کالکس-بتا در دُم سیتوپلاسمی اینتگرین بتا ۴ پستانداران هم یافت می‌شود که کارش انتقال دوطرفهٔ سیگنال‌های سلولی در طول پوسته یاخته و همچنین پروتئین برخی سیانوباکترهاست.
این موتیف از تعدادی رشته‌های بتا تشکیل شده که با پیچش خود، نوعی صفحهٔ بتای تودار و خودبسنده ایجاد می‌کنند.